# 安田正男
安田 正男（やすだ まさお、1884年（明治17年）7月25日 - 1946年（昭和21年）6月15日）は、日本の弁護士・政治家で立憲民政党所属の衆議院議員。

## 経歴
千葉県長狭郡大山村（現在の鴨川市）出身。衆議院議員安田勲の二男。1917年（大正6年）、東京帝国大学法科大学政治科を卒業。名古屋電灯株式会社に入社し、庶務課長、福澤桃介社長秘書を歴任した。大同電力株式会社創立事務主任、天竜川電力株式会社創立事務主任を務め、事業完成後は弁護士となって、岩田宙造の事務所に勤務した。
1930年（昭和5年）、第17回衆議院議員総選挙に出馬し当選。小泉又次郎逓信大臣の秘書官を務めた。
その他、東邦電力株式会社顧問、球磨川電気株式会社顧問などを務めた。